# Полевой Борис Петрович
Бори́с Петро́вич Полево́й (*10 травня 1918 — †28 січня 2002) — російський історик, доктор історичних наук.

## Біографія
Народився 10 травня 1918 року у Читі, у родині геолога, Петра Полевого, та Антоніни Михайлівни Головачової. Пара познайомилася у 1902 році, а одружилася — у 1908.
Борис був наймолодшим із трьох дітей подружжя: мав ще старшого брата Гната і сестру Наталю.
Навчався у Санкт-Петербургзькій школі №5. 
5 травня 1930 року арештували батька Бориса — Петра Полевого —  по так званій «справі Академії наук» (у Ленінграді родина проживала на 6-й лінії Васильєвського острова, у будинку 39, квартира 1). Він отримав 10 років концтабору, потрапив до Ухтпечтабу, де працював керівником геологорозвідувальних робіт на копальні Воркути. У 1938 році — помер.
Після закінчення школи — Борис вступив до Ленінградського історико-філософсько-лінгвістичного інституту. У 1936 році — перевівся на історичний факультет Ленінградського університету. Оскільки родина бідувала — на 3-му курсі почав працювати екскурсоводом в Гатчинскому палаці-музеї, у відділі XIX століття.
22 червня 1941 року — закінчив університет. Був рекомендований до аспірантури, але через статус сина «ворога народу» — не прийнятий. Від призову в армію отримав відстрочку — через стан здоров'я. Відправлений Наркомпросом на роботу в Алтайський край, у селище Новічіха, де викладав історію в старших класах місцевої школи. Згодом — переведений в Казахстан, у місто Усть-Каменогорськ, де працював референтом із соціально-культурних заходів Східно-Казахстанського обласного виконавчого комітету. 
У березні 1942 року — призваний до армії. Після закінчення курсів молодших лейтенантів у місті Андижан Узбецької РСР — направлений на Північно-Кавказький фронт. Спочатку — в 46-у армію, потім — в 37-у. Був командиром кулеметного взводу.
У жовтні 1942 року, після поранення, потрапив у шпиталь. Згодом — через Баку і Красноводськ — направлений у евакуаційний шпиталь №1532 у місті Карші. Був визнаний обмежено придатним і відряджений у Свердловськ, де в січні 1944 року, за станом здоров'я, переведений в запас.
З лютого 1944 року — викладав у Свердловській музичній школі історію, пізніше — на історичному факультеті Уральського державного університету.
З 1946 року —  викладач Ленінградського університету. Вступив до аспірантури, але захистити дисертацію завадила кампанія боротьби з космополітизмом — у 1949 році Полевого звільнили з університету.
У 1950-х — по архівах збирав матеріали з історії російських географічних відкриттів на Тихому океані.
У 1959 році — видав монографію «Першовідкривачі Сахаліну» (рос. «Первооткрыватели Сахалина»).
У 1970 — захистив дисертацію на тему «Сахалін в історії Росії середини XVII-початку XIX ст.» (рос. «Сахалин в истории России середины XVII-начала XIX вв.») і отримав звання кандидата історичних наук. Після захисту — запрошений на роботу в Ленінградське відділення Інституту етнографії імені Миколи Миколайовича Миклухо-Маклая, де працював до 1997 року.
У 1982 році стал лавреатом Премії імені Семена Дежньова. Цього ж року — видав монографію «Першовідкривачі Курильських островів» (рос. «Первооткрыватели Курильских островов»). А у 1984 — статтю «Першовідкривачі Камчатки» (рос. «Первооткрыватели Камчатки»).
У 1986 — захистив дисертацію на тему «Російські географічні відкриття на Далекому Сході з 30-х років XVII століття до 60-х років XIX століття» (рос. «Русские географические открытия на Дальнем Востоке с 30-х годов XVII века до 60-х годов XIX века») і отримав звання доктора історичних наук. 
У 1997 — на Камчатці нагороджений Премією імені Степана Крашенинникова — «за сукупність праць з історії вивчення півострова».
Помер — 28 січня 2002 року у Санкт-Петербурзі, в лікарні НДІ швидкої допомоги. Похований на Смоленському кладовищі, поруч з дружиною, Наталією Михайлівною.

### Основні
- Заявление А.М. Полевой военному прокурору Ленинградского военного округа о полной реабилитации П.И. Полевого// Академическое дело 1929 – 1931 гг. Документы и материалы следственного дела, сфабрикованного ОГПУ. Вып.9. Ч.2. Обвинение. Приговор. Реабилитация. — Санкт-Петербург: БАН, 2015. — С. 556. — ISBN 978-5-336-00177-8
- Золотницкая Р.Л., Красникова О.А. Памяти друга. Борис Петрович Полевой (1918–2002 гг.)// Санкт-Петербургский университет. — 2002. — №3 (3625).
- История Сахалина и Курильских островов с древнейших времен до начала XXI столетия: Учебное пособие для студентов высших учебных заведений региона по специальности «История» / М.С. Высоков, А.А. Василевский, А.И. Костанов, М.И. Ищенко. Ответственный редактор д.и.н. М.С. Высоков. — Южно-Сахалинск: Сахалинское книжное издательство, 2008. — С. 64, 67, 100. — ISBN 978-5-88453-207-5
- Полевой Борис Петрович// Новая Камчатская правда. — 2002 — № 4 (318).
- Полевой Петр Игнатьевич// Маргарита Крочик. Хранитель музея: биобиблиографическое издание / Сост.: О.В. Зайцева, Н.А. Шумская. — Воркута: МБУК «ЦБС», 2014. — (Воркута в Лицах; вып. 7). — С. 93.
- Ремизовский В.И. Петр Игнатьевич Полевой: биографический очерк // Краеведческий бюллетень. — 1995. — № 4. — С. 103.

### Додаткові
- Комиссаров Б.Н. Красникова О.А. К 80-летию Б.П.Полевого // Известия РГО. — 1998. — Вып.6. — С.105.
- Комиссаров Б.Н. К юбилею Б.П.Полевого // Русский инвалид. — 1998. — №7 (58). Июль. — С.24–25
- Комиссаров Б.Н. Массов А.Я. Историк Российского Дальнего Востока (К 80-летию Б.П.Полевого) // Этнографическое обозрение. — 1999. — №4. — С.131–137.
- Красникова О.А. Борис Петрович Полевой (К восьмидесятилетию со дня рождения) // Вестник Сахалинского музея. — Южно-Сахалинск, 1998. — №5. — С.113–142.